# شرف عسكر
شرف عسكر إحدى حارات مدينة الرضائي بمحافظة إب،ويسكنها بيت الحميدي فقط بلغ تعداد سكانها 133 نسمةوهم  حسب تعداد اليمن لعام 2004.